# خوسيه لوبيز سيلفا
خوسيه لوبيز سيلفا (بالإسبانية: José López Silva)‏ هو واضع كلمات الأوبرا وكاتب مسرحي وكاتب إسباني، ولد في 1861 في مدريد في إسبانيا، وتوفي في 1925 في بوينس آيرس في الأرجنتين.

## وصلات خارجية
- خوسيه لوبيز سيلفا على موقع IMDb (الإنجليزية)
- خوسيه لوبيز سيلفا على موقع ميوزك برينز (الإنجليزية)
- خوسيه لوبيز سيلفا على موقع قاعدة بيانات الفيلم (الإنجليزية)